# Harry R. Sheppard
Harry Richard Sheppard (ur. 10 stycznia 1885 w Mobile, zm. 28 kwietnia 1969 w Waszyngtonie) – amerykański polityk, członek Partii Demokratycznej.

## Działalność polityczna
W okresie od 3 stycznia 1937 do 3 stycznia 1943 przez trzy kadencje był przedstawicielem 19. okręgu, następnie przez pięć kadencji przedstawicielem nowo utworzonego 21. okręgu, od 3 stycznia 1953 do 3 stycznia 1963 przez pięć kadencji był przedstawicielem nowo powstałego 27. okręgu, następnie przez jedną kadencję do 3 stycznia 1965 był przedstawicielem nowo utworzonego 33. okręgu wyborczego w stanie Kalifornia w Izbie Reprezentantów Stanów Zjednoczonych.